# Kallias von Chalkis
Kallias (griech.: Kαλλιας) war ein griechischer Tyrann, der im 4. Jahrhundert v. Chr. in der Stadt Chalkis auf Euböa regierte. Heinrich Swoboda vermutete hingegen, dass Kallias nicht wie von Aischines behauptet Tyrann, sondern der führende Demagoge von Chalkis war.

## Geschichte
Kallias war ein Sohn des Mnesarchos und folgte diesem als Tyrann seiner Heimatstadt, wobei er gemeinsam mit seinem Bruder Taurosthenes regierte. Ihre Herrschaft fiel in die Zeit des beginnenden athenisch-makedonischen Gegensatzes, der sich in der Mitte des 4. Jhs. v. Chr. nicht zuletzt am Grad der jeweiligen Einflussnahme auf Euböa entzündete. 
Als 358 v. Chr. Theben nach Euböa übersetzte eilten auch die Athener auf die Insel. Es kam zu Kämpfen zwischen den einzelnen euböischen Städten. Die Athener konnten die Thebaner zum Abzug zwingen mussten jedoch auch kurze Zeit später wegen des Bundesgenossenkriegs abziehen. Kallias strebte nun einen euböischen Städtebund unter seiner Ägide an. In Eretria errichtete Plutarch von Eretria jedoch eine Tyrannis. Kallias sammelte nun ein euböisches Heer, sein Bruder Taurosthenes führte phokische Truppen heran und König Philipp II. von Makedonien wurde gebeten weitere Verstärkung zu schicken. Plutarch wiederum suchte Hilfe bei den Athenern, die, gegen den Rat des Demosthenes, ein Heer Richtung Euböa entsandten. Der attische Feldherr Phokion landete zunächst bei der Stadt Tamynai. Von hier setzte sich der Tross nach Eretria in Bewegung. Als Phokion eine Schlucht passierte, wurde er von Kallias angegriffen. Unter Verlusten zog man sich zusammen mit Plutarch und seinen Söldnern auf einem Hügel bei Tamynai, der durch einen Wassergraben geschützt war, zurück. Als die Gegner heranrückten ordnete Phokion an erst auf sein Zeichen anzugreifen. Doch während er noch Opfer dar brachte, machte Plutarch, der glaubte Phokion scheue den Kampf, mit seinen Söldnern eine Ausfall. Auch die athenische Reiterei schloss sich dem Angriff an. Als jedoch die erste Schlachtenreihe fiel, wurden Plutarchs Truppen versprengt und flohen zusammen mit Plutarch und der Reiterei. Die pro-makedonischen Truppen glaubten den Sieg schon errungen zu haben und stürmten gegen die Befestigung des Phokion. Die athenischen Truppen machten jedoch einen Ausfall und schlugen die Feinde. Aischines, der sich unter Phokions Truppen befand, war der erste, der die erfolgreiche Schlacht nach Athen meldete. Nach dem Sieg zogen die Athener in Eretria ein und besetzten auch den Hafen Porthmos.
Kallias konnte nach Chalkis zurückkehren. Um weiterhin die Gründung eines euböischen Bündnis voranzutreiben, wandte er sich zunächst an den makedonischen Hof, zerstritt sich allerdings bald mit Philipp, sodass er stattdessen nach Theben ging, um dort Unterstützung für seine Sache zu bekommen. Doch auch mit den Thebanern zerstritt er sich, sodass er nunmehr, einen Angriff sowohl der Thebaner wie der Makedonen fürchtend, Zuflucht bei seinen einstigen Gegnern, den Athenern, suchte. Tatsächlich setzte sich Demosthenes für ihn ein und Chalkis wurden, wohl im Jahre 343 v. Chr., die jährlichen Beiträge, die von Oreos und Eretria zu zahlen waren, zugesprochen. Demosthenes erhoffte sich dadurch offensichtlich eine Stärkung der athenischen Position auf Euböa gegen Philipp. 341 v. Chr. intervenierte dann Athen auf der Insel militärisch: Phokion rückte mit einem athenischen Heer an und vertrieb die Tyrannen Kleitarchos von Eretria und Philistides von Oreos, sodass Kallias in der Region eine unbestrittene Vormachtstellung erreichen konnte. Zuletzt begegnet Kallias in den Quellen um das Jahr 330 v. Chr., über sein weiteres Schicksal ist allerdings wenig bekannt.
Aischines behauptete Demosthenes wäre von Kallias bestochen worden. Nur deshalb hätte er als Tyrannenfeind einen Tyrannen unterstützen. Auch Deinarchos erhob schwere Vorwürfe. So hätte Demosthenes die Einbürgerung von Kallias und Taurosthenes vorangetrieben obwohl Kallias attische Bürger versklavt und Euböa an Philipp II. verraten hätte und Taurosthenes das Betreten von Attika verboten war.